# Президентские выборы в Габоне (2016)
Президентские выборы в Габоне проходили 27 августа 2016 года Основными кандидатами были президент страны Али Бонго Ондимба и бывший министр иностранных дел Жан Пинг. 31 августа 2016 года Избирательная комиссия объявила о переизбрании Бонго с перевесом менее, чем в 2 %. Явка составила 59,46 %. После объявления результатов в столице Либревиле произошли беспорядки.

## Избирательная система
Президент Габона избирается на 7 лет посредством всенародных выборов в один тур простым большинством голосов. Эта система была введена в результате конституционных поправок 2003 года. Считается, что подобная система работает против разобщённой оппозиции, если она не объединяется в пользу единого кандидата.

## Результаты
| Кандидат | Партия                                      | Голосов | %     |
| --- | ------------------------------------------- | ------- | ----- |
| Али Бонго Ондимба | Габонская демократическая партия            | 177 722 | 49,80 |
| Жан Пинг | Союз сил за перемены                        | 172 128 | 48,23 |
| Бруно Бен Мубабма | Независимый                                 | 1 896   | 0,53  |
| Раймонд Ндонг Сима | Независимый                                 | 1 510   | 0,42  |
| Пьер-Клавер Муссаву | Социал-демократическая партия               | 1 130   | 0,32  |
| Поль Мба Абессоль | Национальный союз лесорубов — Союз за Габон | 761     | 0,21  |
| Жерар Элла Нгуема | Независимый                                 | 583     | 0,16  |
| Огустин Муссаву Кинг | Габонская социалистическая партия           | 553     | 0,15  |
| Дьёдонне Минлама Минтого | Независимый                                 | 393     | 0,11  |
| Абель Мбомбе Нзуду | Независимый                                 | 214     | 0,06  |
| Недействительных/пустых бюллетеней | Недействительных/пустых бюллетеней          | 16 420  | -     |
| Всего | Всего                                       | 373 310 | 100   |
| Проголосовавших избирателей/Явка | Проголосовавших избирателей/Явка            | 627 805 | 59,46 |
| Источник: Министерство внутренних дел Архивная копия от 14 февраля 2019 на Wayback Machine, Министерство внутренних дел Архивная копия от 14 февраля 2019 на Wayback Machine |                                             |         |       |

## История
С 13 по 20 августа 2016 года в Либревиле, за неделю до выборов, состоялся Турнир девяти провинций Габона c целью фестиваля, скорее всего, было стремление укрепить социальную сплоченность общества, которое начинало проявлять признаки напряженности.
После объявления о победе Али Бонго Ондимбы, в столице Либревиле на улицы вышли тысячи демонстрантов, обвиняющих власти в фальсификациях. Протестующие подожгли здание Национального собрания. В результате столкновений с полицией, десятки демонстрантов пострадали, шестеро были госпитализированы с пулевыми ранениями. При штурме штаб-квартиры оппозиционной партии «Национальный союз» погибли 2 человека.
Проигравший кандидат Жан Пинг обвинил власти в массовых фальсификациях в родной провинции президента Верхнее Огове, где явка составила подозрительные 99,8 %, тогда как в целом по стране — 59,46 %. Международные наблюдатели, которых не допустили на заседание Избирательной комиссии, заявили о «недостаточной прозрачности» выборов. В знак протеста против переизбрания Ондимбы в отставку ушел министр юстиции Габона. Но в сентябре 2016 года Конституционный суд Габона отклонил иск оппозиции о признании выборов недействительными.